# ジョン・クラドック (初代ハウデン男爵)

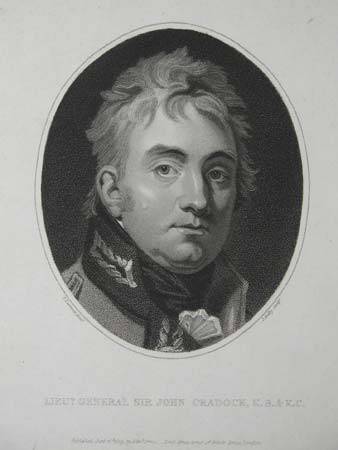
初代ハウデン男爵

初代ハウデン男爵ジョン・フランシス・カラドック（英語: John Francis Caradoc, 1st Baron Howden、出生名ジョン・フランシス・クラドック（John Francis Cradock）、1759年8月11日 – 1839年7月26日）は、アイルランド王国出身の軍人、政治家、貴族。1777年に陸軍に入隊した後、フランス革命戦争の西インド戦役、1798年アイルランド反乱、1801年のエジプト戦役に参戦した。1803年にマドラス陸軍総指揮官に任命されたが、兵士反乱の責任をめぐりマドラス総督との争いが起こったため召還された。1808年にポルトガルにおけるイギリス陸軍指揮官に任命されたが、すぐに更迭された。

## 生涯

### 誕生から学生時代
キルモア主教ジョン・クラドック（のちダブリン大主教、1778年12月10日没）と妻メアリー（1730年ごろ – 1819年12月15日、ウィリアム・ブレイドウィンの娘）の息子として、1759年8月11日にダブリンのヘンリエッタ・ストリートで生まれた。1774年10月31日、ダブリン大学トリニティ・カレッジに入学した。1775年3月13日にケンブリッジ大学セント・ジョンズ・カレッジに転じ、1777年にM.A.の学位を修得した。このほか、1776年2月9日にミドル・テンプルに入学した。

### 軍人時代から議員時代
1777年12月5日に陸軍に入隊、騎兵少尉として第4(アイリッシュ)乗馬連隊に配属された。1779年7月9日にコールドストリームガーズの歩兵少尉に転じ、1781年12月12日に大尉（lieutenant and captain）に昇進、1785年に第12軽竜騎兵連隊の少佐に昇進した。
1784年から1791年ごろまでアイルランド総督付きエー＝ド＝カン（副官）を務めた。1786年に第13歩兵連隊に転じ、1789年に中佐に昇進した後、1790年のヌートカ危機で第13歩兵連隊が西インド諸島に派遣されたときに連隊を指揮した。
1791年にアイルランドにおける暫定陸軍主計総監に任命されて一時帰国したが、1793年にサー・チャールズ・グレイのエー＝ド＝カンとして再び西インドに派遣された。2度目の西インド派遣では精鋭部隊の2個大隊を指揮して、1794年のマルティニークの戦いで負傷した。戦後、議会でクラドックへの感謝動議が可決され、クラドックは第127歩兵連隊隊長に任命された。
1795年10月1日にアイルランドにおける陸軍主計総監補（assistant-quartermaster-general）に任命され、1797年にアイルランドにおける陸軍主計総監に昇進、1798年1月1日に少将に昇進した。1798年アイルランド反乱では6月21日のビネガー・ヒルの戦いとウェックスフォード県の鎮圧に参戦、9月8日のバリーナムックの戦いで負傷した。
アイルランド政界では1785年よりアイルランド庶民院議員を務め、所属選挙区はクロハ選挙区（1785年 – 1790年）、カスルバー選挙区（1790年 – 1797年）、ミドルトン選挙区（1799年 – 1800年4月）、トマスタウン選挙区（1800年5月 – 8月）だった。

### 議員辞職から再び軍人として
グレートブリテン及びアイルランド連合王国の成立とともにアイルランド庶民院議員を退任、サー・ラルフ・アバークロンビーの部下として地中海に派遣された。メノルカ島で軍と合流した後、アブキールの戦い、マンドラの戦い、アレクサンドリアの戦いに参戦した。アバークロンビーがアレクサンドリアの戦いで戦死した後、ジョン・ヒーリー＝ハッチンソンが指揮を引き継ぎ、クラドックはその副官となった。続くカイロ攻囲戦にも参戦したが、熱病に倒れたためアレクサンドリア攻囲戦は参戦できなかった。エジプト戦役が終わった後は7千人の部隊を率いてコルフ島へ遠征するよう命じられたが、1802年のアミアンの和約で遠征が中止され、代わりに1803年12月21日にマドラス陸軍総指揮官に任命された。
1803年2月16日にバス勲章を授与される（1815年1月2日の制度改正でバス勲章ナイト・グランド・クロスとなる）。1805年1月1日、中将に昇進。マドラスでは軍紀粛正を図るべく、マドラス総督ウィリアム・キャヴェンディッシュ＝ベンティンク卿の許可を得て新しい軍律を発表した。しかし軍服に厳しい軍律であったため、スィパーヒーの不満を募らせ、1806年7月10日にヴェールールで反乱が勃発した。反乱はすぐに鎮圧されたが、クラドックとキャヴェンディッシュ＝ベンティンクが互いに責任をなすりつけ、見かねた本国は1807年に2人の召還を決定した。
1808年にポルトガルに派遣されていた陸軍の指揮官に任命され、12月にリスボンに到着したが、このときには軍の人数が傷病者を含め1万程度であり、戦場に出せたのはせいぜい5千人ぐらいだった。さらにスペインを転戦していたサー・ジョン・ムーアがフランス軍に敗退して撤退しはじめたことで情勢が悪化した。ポルトガル当局はクラドックにポルトへの進軍を促したが、クラドックは自軍ではニコラ＝ジャン・ド・デュ・スールトの軍勢に勝てないと悟り、代わりにリスボンで東から侵攻してくるスールトとクロード・ヴィクトル＝ペランに対し固守しようとした。本国からの指令も最初は撤退を準備せよといった内容だったが、突如なんとしてもリスボンを守るよう変更され、さらにリスボンから軍を進めるよう命じられた。クラドックは気乗りしなかったが、それでも指令に従ってパソ・デ・アルコスからレイリアへ進軍して陣地を整え、援軍を受け入れた。しかし、スールト軍を攻撃しようと進軍を再開した途端に更迭され、アーサー・ウェルズリーが指揮を引き継いだ。1809年に第43歩兵連隊隊長に任命された。

### 植民地総督や貴族として
1811年にケープ植民地総督に任命され、1814年まで務めた。ケープ植民地では防衛の強化、土地の改革に勤しんだ。南アフリカ共和国東ケープ州クラドックはクラドックに因んで名付けられた。1814年に陸軍大将に昇進した。1815年には軍務から引退してグリムストン・パークに住んだ。
1819年10月19日にはウェリントン公爵の影響力によりアイルランド貴族であるキルデア県におけるグリムストンおよびスパルディントンおよびクラドックスタウンのハウデン男爵に叙された。
1831年9月10日、ウィリアム4世の戴冠式記念叙勲で連合王国貴族であるヨーク州におけるハウデンおよびグリムストンのハウデン男爵に叙された。貴族院では1832年の第1回選挙法改正に賛成票を投じた。1831年12月19日、国王認可状を得て姓をクラドックからカラドックに改めた。これはブリトン王カラタクスの末裔と主張したことによる。

### 死
1839年7月26日にメイフェアのハートフォード・ストリート13号で死去、8月1日にケンサル・グリーン墓地に埋葬された。一人息子ジョン・ホバートが爵位を継承した。

## 家族
1798年11月17日、セオドシア・サラ・フランシス・ミード（Theodosia Sarah Frances Meade、1773年ごろ – 1853年12月13日、初代クランウィリアム伯爵ジョン・ミードの娘）と結婚、1男2女をもうけた。
- ジョン・ホバート（英語版）（1799年10月16日洗礼 – 1873年10月9日） - 第2代ハウデン男爵[3]

## 著書
- Sketch of the Situation of Sir John Cradock, K.B. and K.C. Resulting from His Having Accepted the Appointment of Commander in Chief of the East India Company's Forces at Madras, in 1804（1808年）